# Messaâd (distrito)
Messaâd é um distrito localizado na província de Djelfa, Argélia, e cuja capital é a cidade de mesmo nome, Messaâd.[carece de fontes?]